# 朴泰和
朴泰和（1919年10月15日—2005年11月11日），曾用名朴泰浩，法名鹤林，朝鲜民主主义人民共和国僧人，出生于咸镜北道，曾任朝鲜佛教徒联盟中央委员会委员长、朝鲜最高人民会议常务委员会委员。

## 生平
1919年10月15日，朴泰浩出生于咸镜北道吉州郡。1934年至1936年，朴泰浩在普贤寺佛学院进修，1937年在普贤寺出家为僧。1946年，任朝鲜佛教徒联盟咸镜北道委员会部长。1955年至1958年，在人民经济大学学习。1959年，任朝佛联咸镜北道委员会委员长，1970年任朝佛联中央委员会副委员长，1979年9月任委员长。1986年11月，当选第8届最高人民会议代议员。1989年5月，当选朝鲜宗教人协议会（조선종교인협의회）副委员长。1990年4月，当选第9届最高人民会议代议员。1991年1月，当选祖国统一泛民族联合北方本部中央委员。1991年7月，当选朝日友好亲善协会（북-일 우호친선협회）副会长。1993年8月，当选祖国统一泛民族联合北方本部副议长。1996年6月，获得“大禅师”头衔。1998年9月，当选第10届最高人民会议代议员、最高人民会议常务委员会委员。1999年9月，改名为朴泰和（박태화）。2003年9月，当选第11届最高人民会议代议员、最高人民会议常务委员会委员。2004年12月，“6.15南北共同宣言实践连带”（6.15공동선언실천）北方筹备委员会副委员长。2005年11月去世。